# Aralius
Genre
Aralius est un genre de coléoptères de la famille des Oxycorynidae.

## Synonymie
Aralius est le nouveau nom de Platycephala Montrouzier, 1861, précédemment occupé par Fallen 1820 (Diptera).

## Liste des espèces
- Aralius oliveri (Montrouzier, 1861)

## Référence
- Kuschel : Beetles in a suburban environment: a New Zealand case study. The identity and status of Coleoptera in the natural and modified habitats of Lynfield, Aukland (1974-1989). DSIR Plant Protection Report, vol. 3, p. 1-118.